# 索迪爾鎮區 (愛荷華州莫諾納縣)
索迪爾鎮區（英語：Soldier Township）是位於美國愛荷華州莫諾納縣的一個行政鎮區。

## 地方資料
根據2010年美國人口普查的數據，索迪爾鎮區的面積為93.73平方千米，當中陸地面積為93.69平方千米，而水域面積為0.04平方千米。當地共有人口342人，而人口密度為每平方千米3.65人。